# Estação de Pontoise
A estação de Pontoise é uma estação ferroviária francesa na linha de Saint-Denis a Dieppe e na linha de Achères a Pontoise, localizada abaixo ao sul do centro da cidade no vale do Viosne, no território da comuna de Pontoise no Val-d'Oise na região de Île-de-France.
Ela foi inaugurada em 1863. Anteriormente, a partir de 1846, Pontoise foi servida pela estação Saint-Ouen-l'Aumône-les-Pontoise (que se tornou a estação de Épluches).
É uma estação SNCF servida pelos trens da rede Transilien Paris-Nord (linha H), Paris Saint-Lazare (linha J) e os da linha C do RER. Ela é o destino da linha de Achères a Pontoise.

## Situação ferroviária
Estabelecida a uma altitude de 28 metros, a estação de junção de Pontoise está localizada no ponto quilométrico (PK) 29.395 da linha de Saint-Denis a Dieppe e no PK 28.583 da linha de Achères a Pontoise.
A estação de Pontoise, do ponto de vista operacional, inclui um troço de tráfego que se estende até Pont-Petit (linha Pierrelaye - Creil) com o entroncamento Liesse telecomandado. As estações (no sentido comercial do termo) de Chaponval (para uma via apenas), Pont-Petit, Épluches, Saint-Ouen-l'Aumône e Pontoise estão incluídas no setor de tráfego de Pontoise.

## História

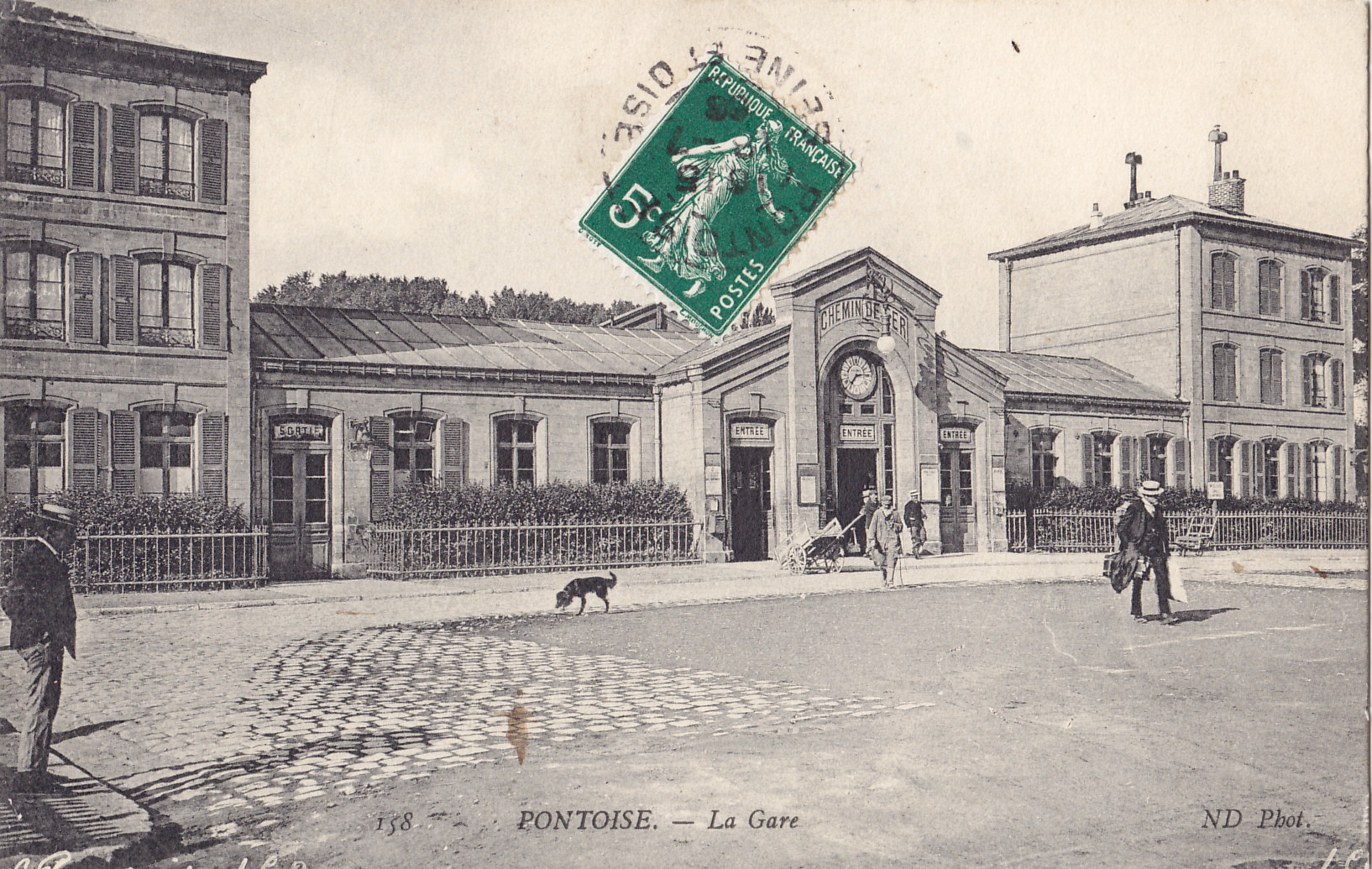
Estação de Pontoise, por volta de 1906

A primeira estação de Pontoise, foi oficialmente inaugurada em 21 de junho de 1846 pela Compagnie des chemins de fer du Nord, quando abriu sua linha de Paris a Lille e Valenciennes para operação. Está estabelecido entre as estações de Herblay e Auvers, a cerca de 29 quilômetros de Paris. A cidade tinha 5 500 habitantes. Os carros, em correspondência com a ferrovia, serviam Magny, Gisors e Marines.
Quando a Compagnie du Nord decidiu colocar em serviço uma nova linha para Dieppe, inaugurada em 1 de agosto de 1863, entrou em serviço uma nova estação mais próxima de Pontoise e a primeira, localizada na linha Creil, passou a se chamar estação de Épluches . A construção desta nova estação, cuja construção custou 73 083 francos, foi desenhada pelo arquiteto principal Jules-Léon Lejeune.
Por ocasião da extensão da linha C do RER até Pontoise, no início de 2000 entrou em serviço uma posto de AMV de retransmissão controlado por computador (PRCI), em diferentes fases. A antiga estação de tecnologia PRS data de 1965, mas o edifício ainda existe. O PRCI foi construído ao lado « avenue du Maréchal Canrobert » (sul) no local da antiga estação de carga da empresa ferroviária CGB (longo caminho de ferro suburbano) que servia as linhas Pontoise - Magny-en-Vexin e Pontoise - Poissy, linhas condenadas pelo automóvel na década de 1950. Após a modificação da planta de via, foram retiradas as antigas vias de transbordo que serviam o armazém de mercadorias e a antiga brigada de via.
O estacionamento localizado em frente, bem como a rodoviária, ocupam o local do antigo curso do Viosne que cruzava a lagoa de Vert-Buisson neste local. O curso do rio foi desviado da rue Saint-Martin que atravessa a passagem de nível a oeste da estação, para permitir a instalação dos trilhos.

Vues de la gare
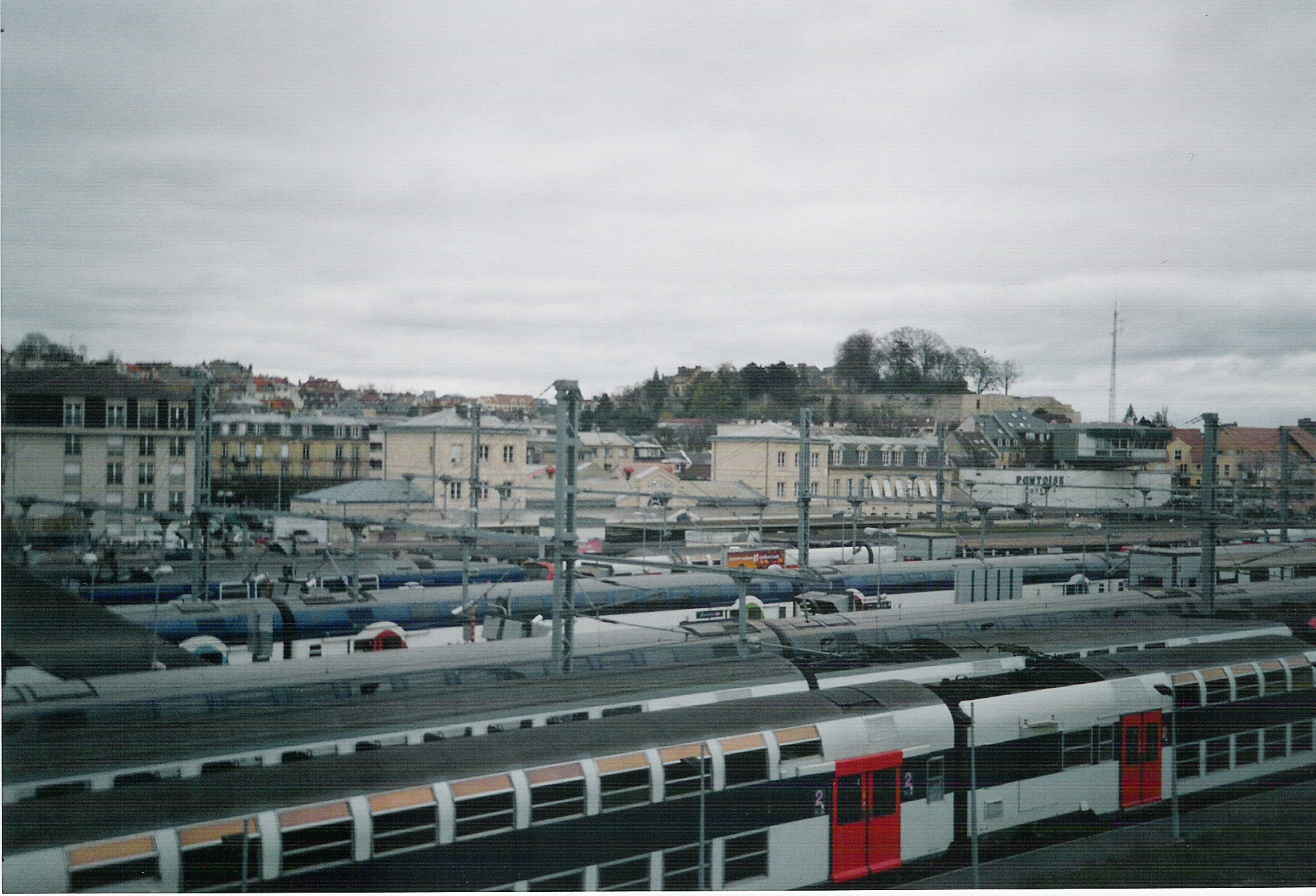
Vista geral (2006).
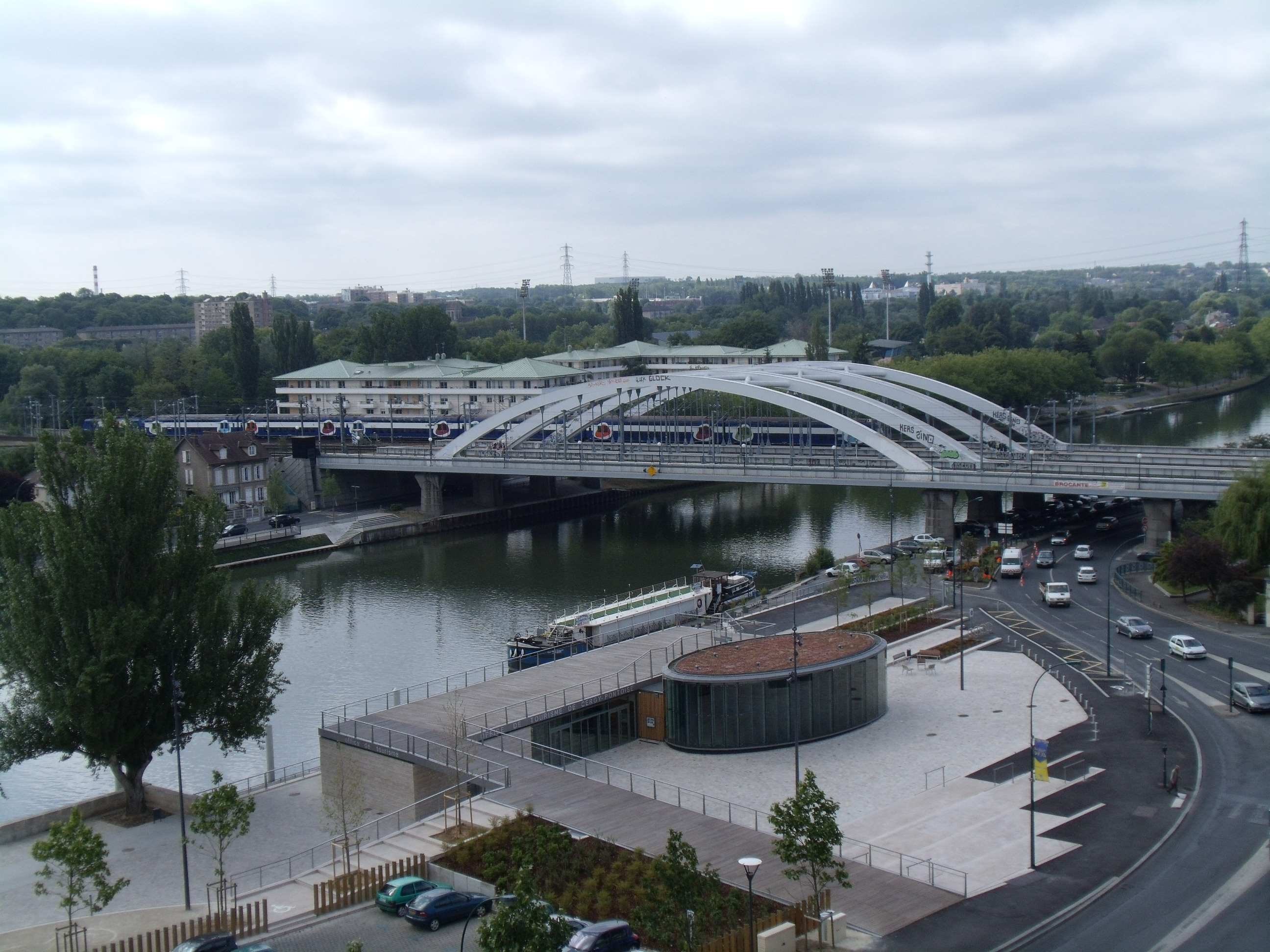
Nova ponte sobre o Oise (1999).
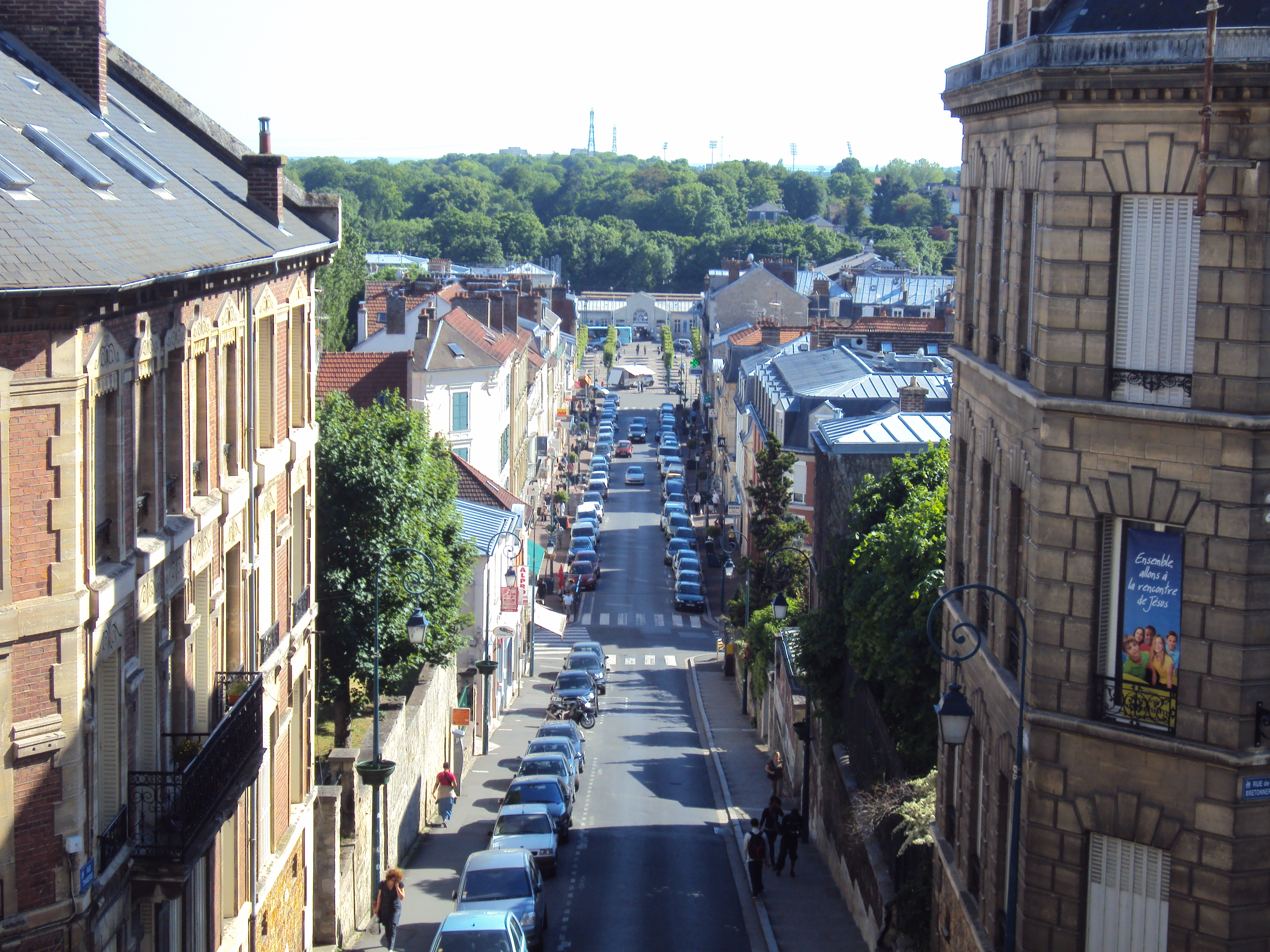
A estação vista da catedral.

Para 2018, a SNCF estima a frequência anual desta estação em 8 269 000 passageiros, número arredondado para o milhar mais próximo.

## Serviço aos passageiros

### Ligação

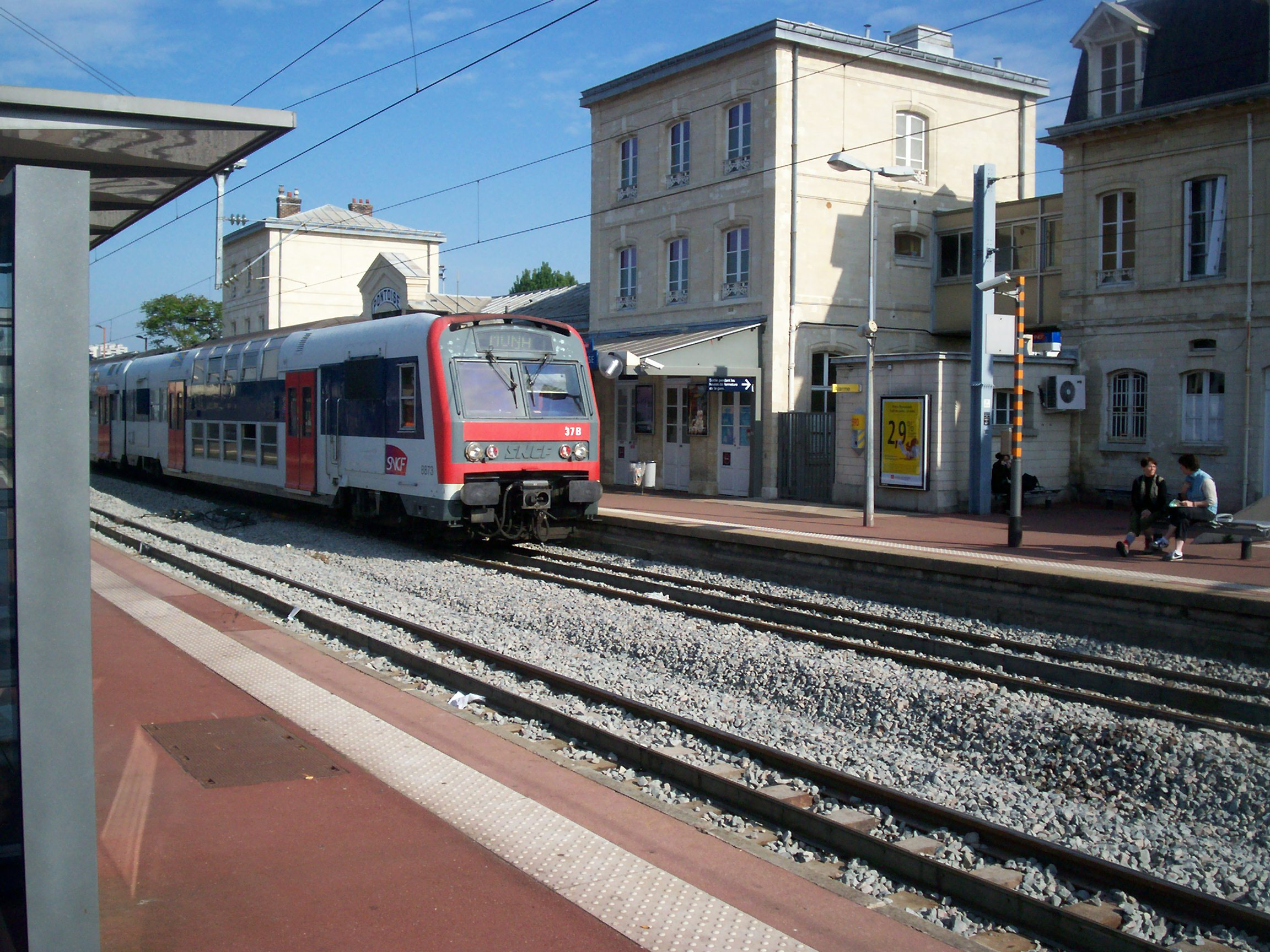
Uma unidade Z 8800 da linha C do RER estacionada em frente ao edifício de passageiros.

A estação é servida por trens da rede Transilien Paris-Nord (linha H), à taxa de um trem a cada meia hora fora do horário de pico e um a cada quarto de hora no horário de pico. Os trens são geralmente ônibus de Paris-Nord para Pontoise. É também o terminal dos comboios da linha transversal Pontoise - Creil.
Também é servido pelos trens Transilien Paris Saint-Lazare (linha J), com um trem a cada meia hora fora do horário de pico. Durante o horário de pico, seis trens por hora conectam Paris a Pontoise: um ônibus de Argenteuil a Pontoise a cada 20 minutos, alternando com um trem semidireto que continua até Boissy-l'Aillerie ou Gisors, também a cada 20 minutos.
Finalmente, é o terminal C1 para os trens da linha C do RER, com um trem a cada meia hora fora do horário de pico e um trem a cada quarto de hora durante o horário de pico.
- Via 11: destino e origem: Creil (linha Transilien H) (Terminal)
- Vias 12 e 13: destino e origem: Paris - Gare du Nord (linha Transilien H) (Terminal)
- Vias 14 a 16: destino e origem: Massy-Palaiseau, Pont-de-Rungis - Aeroporto Orly (linha C do RER) (Terminal C1)
- Vias 17 e 18: destino: Paris - Gare Saint-Lazare; origem: Boissy-l'Aillerie (ou Gisors) (linha Transilien J)
- Vias 19 e 20: destino: Boissy-l'Aillerie (ou Gisors); origem: Paris - Gare Saint-Lazare (linha Transilien J)
- Vias 31 e 33 (sem passageiros): vias de garagem destinadas aos trens do RER C.

### Intermodalidade
Ela está equipada com bicicletários (descobertos e não protegidos). A passarela que liga a estação de Pontoise à rodoviária e à estação de Cergy-Préfecture é proibida para o tráfego de bicicletas. Estes dois pontos são parte das razões pelas quais a vila de Pontoise foi nomeada em 2013 para o « Clou rouillé ». Fica perto da Avenue verte London-Paris, que corre ao longo do Oise (variante via Beauvais). A ligação pedonal e ciclável entre a estação de Pontoise e Saint-Ouen-l'Aumône pode ser feita pela passarela que margeia a ponte ferroviária de Pontoise (acesso por elevador na margem esquerda atualmente [setembro de 2014] condenado).
A estação é servida pelas linhas 95-04, 95-05, 95-07, 95-08, 95-12, 95-22, 95-23, 95-41, 95-48 e 95-50 da rede de ônibus du Vexin, pelas linhas 29, 30, 33, 35, 36, 43, 45, 56 e 58 da rede de ônibus da Société de transports interurbains du Val-d'Oise e, à noite, pela linha N150 da rede Noctilien.
A conexão para Cergy-Préfecture é feita através de uma das linhas da estação de ônibus Canrobert com pelo menos um ônibus a cada 10 min (tempo de viagem de aproximadamente 5 minutos).

Installations et desserte
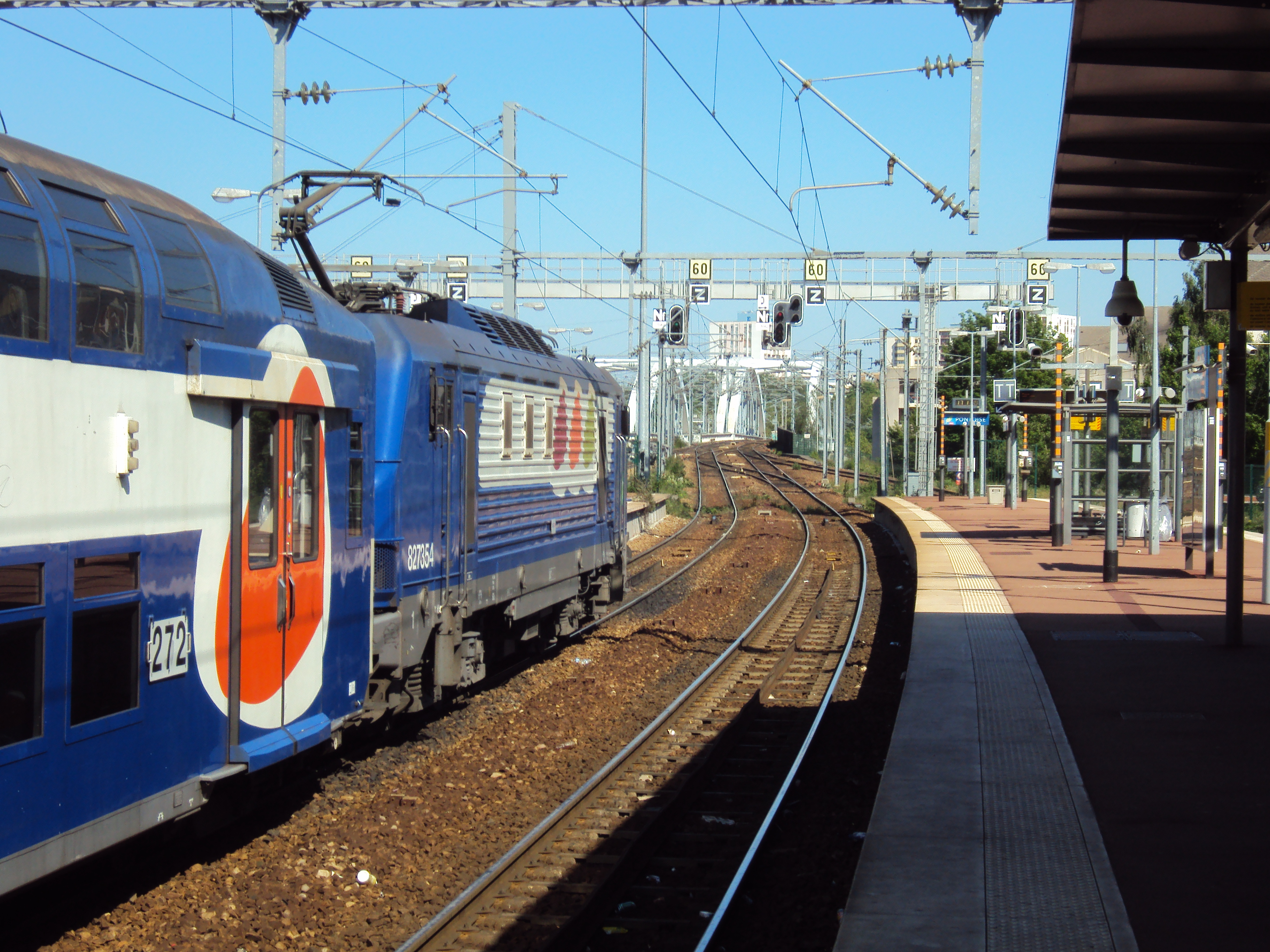
Trem partindo.
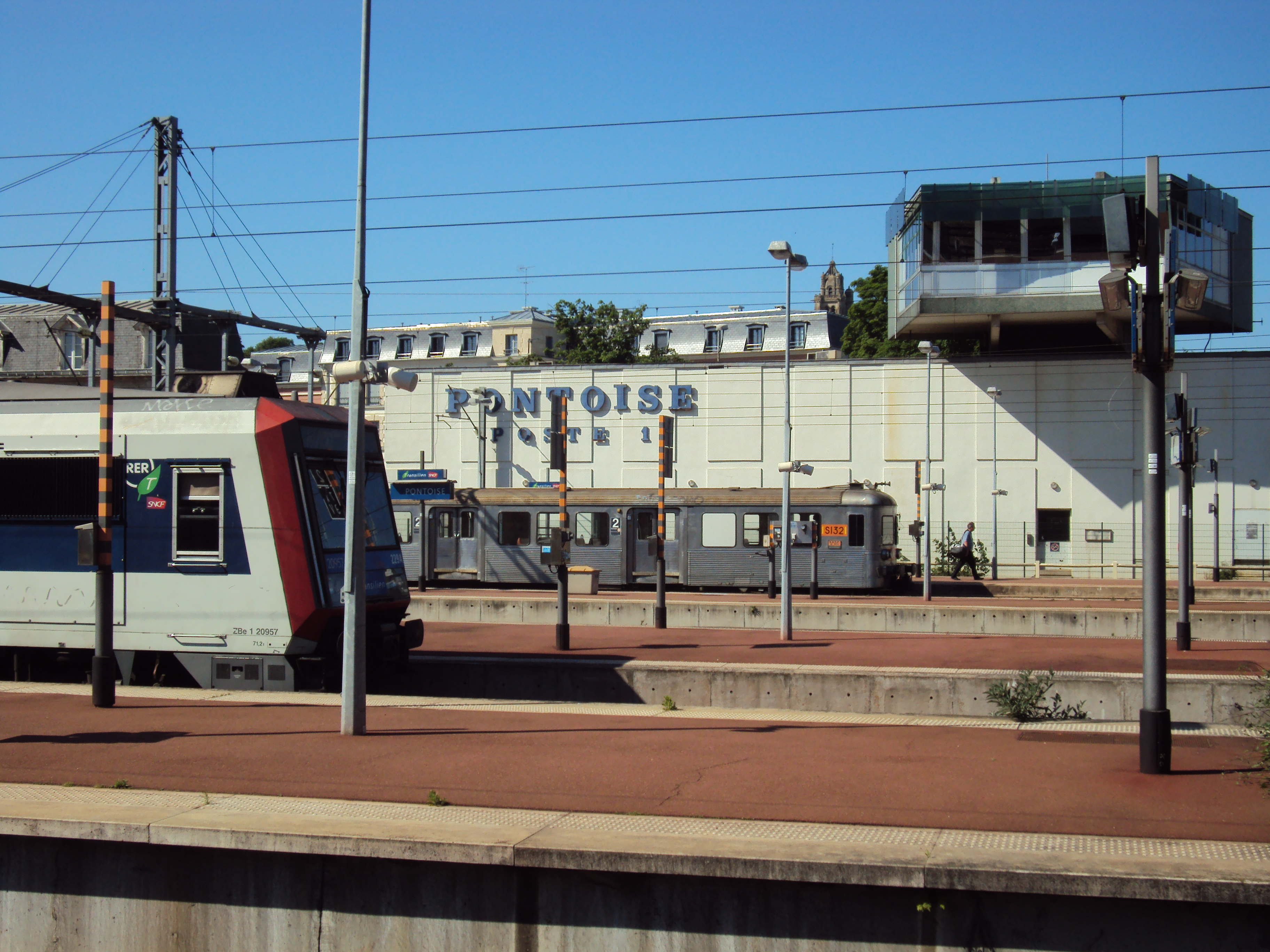
Posto de Sinalização e Trens.
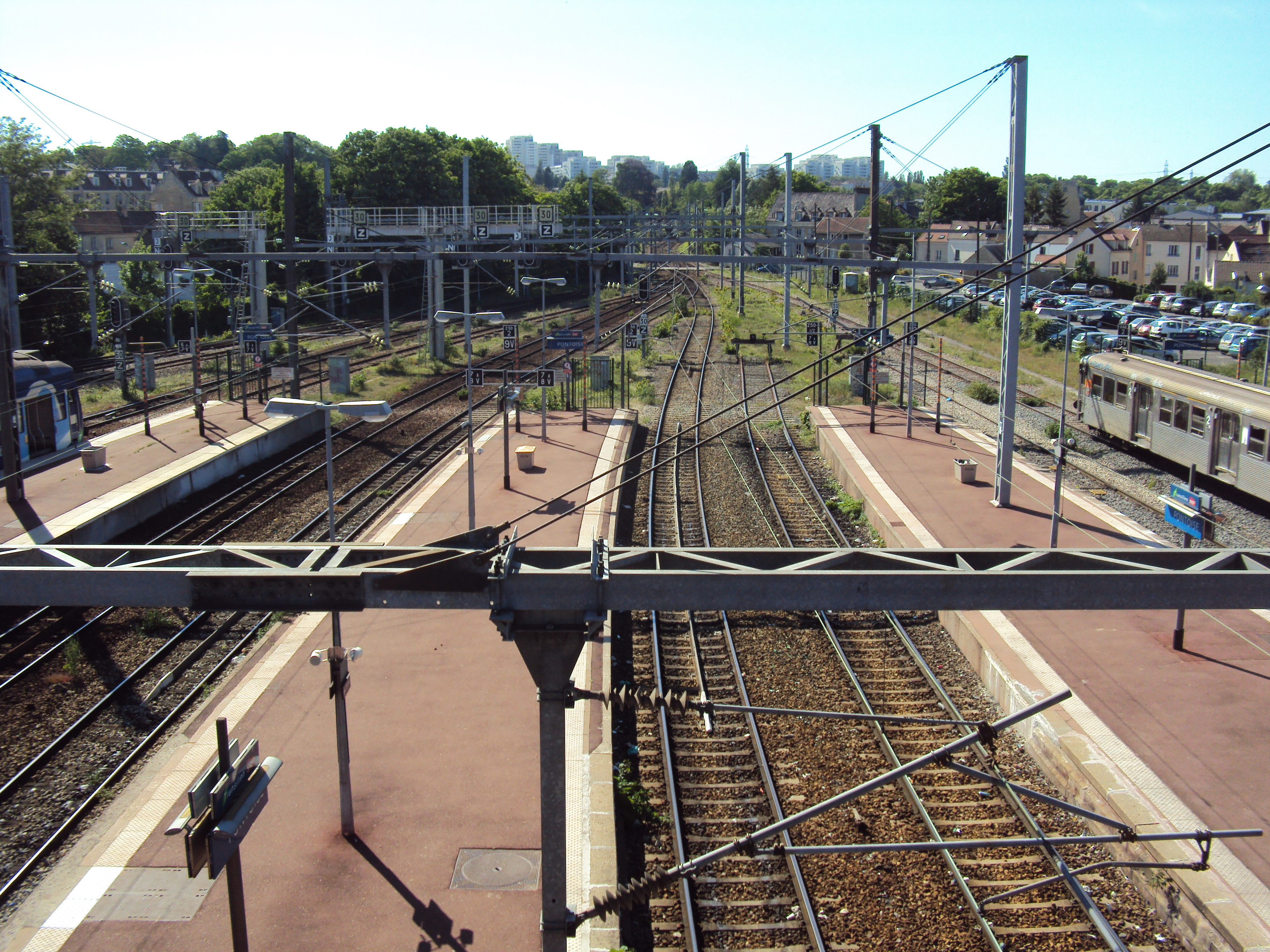
Vista para Gisors.

## Projeto
Futuramente, de acordo com o plano diretor para a região de Île-de-France (SDRIF), a estação de Pontoise será o terminal de uma linha de transporte público em seu próprio terreno, ligando-o ao de Cergy-Préfecture.

## Patrimônio ferroviário
A nova estação de 1863, projetada pelo arquiteto Jules-Léon Lejeune (1800-1877), corresponde ao plano padrão para estações de médio porte, criado por volta de 1859 para bâtiments voyageurs no trecho de Saint-Denis a Creil via Chantilly. Estes novos edifícios da estação caracterizam-se por uma bilheteira ao centro, encimada por um amplo frontão, enquadrado de cada lado por uma ala baixa e um pavilhão alto, de dimensões variáveis. Em Pontoise, a fachada é inteiramente revestida a pedra lapidada, os edifícios laterais têm dois pisos e uma cobertura de pavilhão (quatro versantes) enquanto as portas e janelas são rematadas por arcos abobadados.